# Skikda Port
Skikda Port är en hamn i Algeriet.   Den ligger i provinsen Skikda, i den norra delen av landet, 300 km öster om huvudstaden Alger. Skikda Port ligger 1 meter över havet.  Runt Skikda Port är det ganska tätbefolkat, med 179 invånare per kvadratkilometer. Närmaste större samhälle är Skikda, 0,90 km söder om Skikda Port. Runt Skikda Port är det i huvudsak tätbebyggt.